# Heisenstein (Bindlach)
Heisenstein ist ein Gemeindeteil in der Gemeinde Bindlach im Landkreis Bayreuth (Oberfranken, Bayern). Heisenstein liegt in der Gemarkung Euben.

## Geografie
Die Einöde liegt am Bremermühlbach, einem linken Zufluss der Trebgast. Eine Gemeindeverbindungsstraße führt nach Haselhof zur Kreisstraße BT 14 (0,6 km nordwestlich) bzw. nach Pferch (0,7 km südöstlich).

## Geschichte
Heisenstein gehörte zur Realgemeinde Haselhof. Gegen Ende des 18. Jahrhunderts bestand Heisenstein aus zwei Anwesen. Die Hochgerichtsbarkeit stand dem bayreuthischen Stadtvogteiamt Bayreuth zu. Grundherren waren die bayreuthische Verwaltung Ramsenthal (1 Söldengut) und die Herrschaft Thurnau (1 Hof).
Von 1797 bis 1810 unterstand der Ort dem Justiz- und Kammeramt Bayreuth. Mit dem Gemeindeedikt wurde Heisenstein dem 1812 gebildeten Steuerdistrikt Ramsenthal und der zugleich gebildeten Ruralgemeinde Haselhof zugewiesen. Mit dem Gemeindeedikt von 1818 erfolgte die Eingemeindung nach Euben. Ein Anwesen unterstand in der freiwilligen Gerichtsbarkeit bis 1823 dem Patrimonialgericht Thurnau. Am 1. Januar 1978 wurde Heisenstein im Zuge der Gebietsreform in Bayern nach Bindlach eingegliedert.

### Einwohnerentwicklung
| Jahr      | 001819 | 001822 | 001861 | 001871 | 001885 | 001900 | 001925 | 001950 | 001961 | 001970 | 001987 |
| Einwohner | 9      | 20     | 15     | 17     | 17     | 14     | 16     | 12     | 13     | 11     | 13     |
| Häuser    |        | 2      |        |        | 2      | 2      | 2      | 2      | 2      |        | 2      |
| Quelle    | [ 9 ]  | [ 6 ]  | [ 10 ] | [ 11 ] | [ 12 ] | [ 13 ] | [ 14 ] | [ 15 ] | [ 16 ] | [ 17 ] | [ 1 ]  |

## Religion
Heisenstein ist evangelisch-lutherisch geprägt und nach St. Bartholomäus (Bindlach) gepfarrt.